# Mabuya agmosticha
Mabuya agmosticha är en ödleart som beskrevs av  Miguel Trefaut Rodrigues 2000. Mabuya agmosticha ingår i släktet Mabuya och familjen skinkar. Arten finns i det nordöstra biomet Caatinga i Brasilien. Inga underarter finns listade i Catalogue of Life.